# Ivan Zafirov
Ivan Georgiev Zafirov (Bulgaars: Иван Георгиев Зафиpoв) (Sofia, 30 december 1947) is een voormalig Bulgaars voetballer. Hij heeft gespeeld bij CSKA Sofia en OFC Silven 2000.

## Loopbaan
Na een korte periode bij Silven 2000 kreeg hij een vaste plek bij CSKA Sofia in de jaren zeventig. Zafirov heeft 340 wedstrijden gespeeld voor CSKA Sofia en hij heeft acht doelpunten gescoord. Hij won bij de club negen Bulgaarse kampioenschappen en vijf Bulgaarse bekers gewonnen.
Zafirov zat in de selectie voor het wereldkampioenschap 1974. Hij heeft voor Bulgarije vijftig wedstrijden gespeeld en een doelpunt gescoord. Hij won ook een zilver medaille op de Olympische Zomerspelen in 1968.

## Privé
Zafirov heeft twee zoons en een kleinzoon die zijn ook profvoetballers geweest: Adalbert Zafirov, Martin Zafirov en Ivaylo Zafirov.